# Lee Roy Selmon
Lee Roy Selmon (Eufaula, 20 ottobre 1954 – Tampa, 4 settembre 2011) è stato un giocatore di football americano, di nazionalità statunitense, che ha giocato nel ruolo di defensive end per tutta la carriera con i Tampa Bay Buccaneers della National Football League (NFL). Fu la prima scelta assoluta Draft NFL 1976, primo giocatore scelto nella storia dei Buccaneers. Al college ha giocato a football all'Università dell'Oklahoma.

## Carriera professionistica

### Tampa Bay Buccaneers
Nel 1976, Selmon fu scelto come primo assoluto, prima scelta della storia della neonata franchigia dei Tampa Bay Buccaneers. A lui si unì il fratello maggiore, Dewey, scelto nel secondo giro dai Bucs. Nel suo primo anno, Selmon fu premiato come miglior rookie della stagione. Lee Roy fu convocato per sei Pro Bowl consecutivi ed eletto miglior difensore della lega nel 1979. L'assistente allenatore dei Buccaneers Abe Gibron disse che "Selmon non ha rivali" nel ruolo di defensive end, mentre l'ex capo-allenatore dei Detroit Lions Monte Clark lo dipinse come "un adulto che lavora in mezzo a un branco di ragazzini". Un infortunio alla schiena lo costrinse a ritirarsi dopo la stagione 1984 e i Bucs ritirarono il suo numero 63 nel 1986. È stato successivamente inserito nella Florida Sports Hall of Fame. Nel gennaio 2008, Selmon fu votato da una commissione di ex giocatori e allenatori NFL scelta da Pro Football Weekly nella formazione difensiva di tipo 3-4 ideale insieme a Harry Carson, Curley Culp, Randy Gradishar, Howie Long, Lawrence Taylor e Andre Tippett. Fu il primo giocatore ad essere introdotto nel Ring of Honor dei Tampa Bay Buccaneers l'8 novembre 2009.
Dopo la sua morte, avvenuta per un attacco cardiaco il 4 settembre 2011, i Buccaneers portarono il suo numero 63 impresso sul casco per tutta la stagione 2011.

## Palmarès
- (6) Pro Bowl (1979, 1980, 1981, 1982, 1983, 1984)
- (3) First-team All-Pro (1979, 1980, 1982)
- (2) Second-team All-Pro (1978, 1984)
- Formazione ideale della NFL degli anni 1980
- Miglior difensore dell'anno della NFL
- Pro Bowl MVP (1982)
- Defensive Lineman dell'anno (1979)
- Formazione ideale del 100º anniversario della NFL
- Numero 63 ritirato dai Buccaneers
- Pro Football Hall of Fame (dal 1995)
- Classificato al #98 tra i migliori cento giocatori di tutti i tempi da NFL.com

## Statistiche
| Anno   | Squadra              | P   | Tackle | Sack |
| ------ | -------------------- | --- | ------ | ---- |
| 1976   | Tampa Bay Buccaneers | 8   | 24     | 5,0  |
| 1977   | Tampa Bay Buccaneers | 14  | 110    | 13,0 |
| 1978   | Tampa Bay Buccaneers | 14  | 92     | 11,0 |
| 1979   | Tampa Bay Buccaneers | 16  | 117    | 11,0 |
| 1980   | Tampa Bay Buccaneers | 16  | 97     | 9,0  |
| 1981   | Tampa Bay Buccaneers | 14  | 73     | 4,5  |
| 1982   | Tampa Bay Buccaneers | 9   | 58     | 4,0  |
| 1983   | Tampa Bay Buccaneers | 14  | 71     | 11,0 |
| 1984   | Tampa Bay Buccaneers | 16  | 100    | 8,0  |
| Totale |                      | 121 | 742    | 78,5 |